# XV dynastia

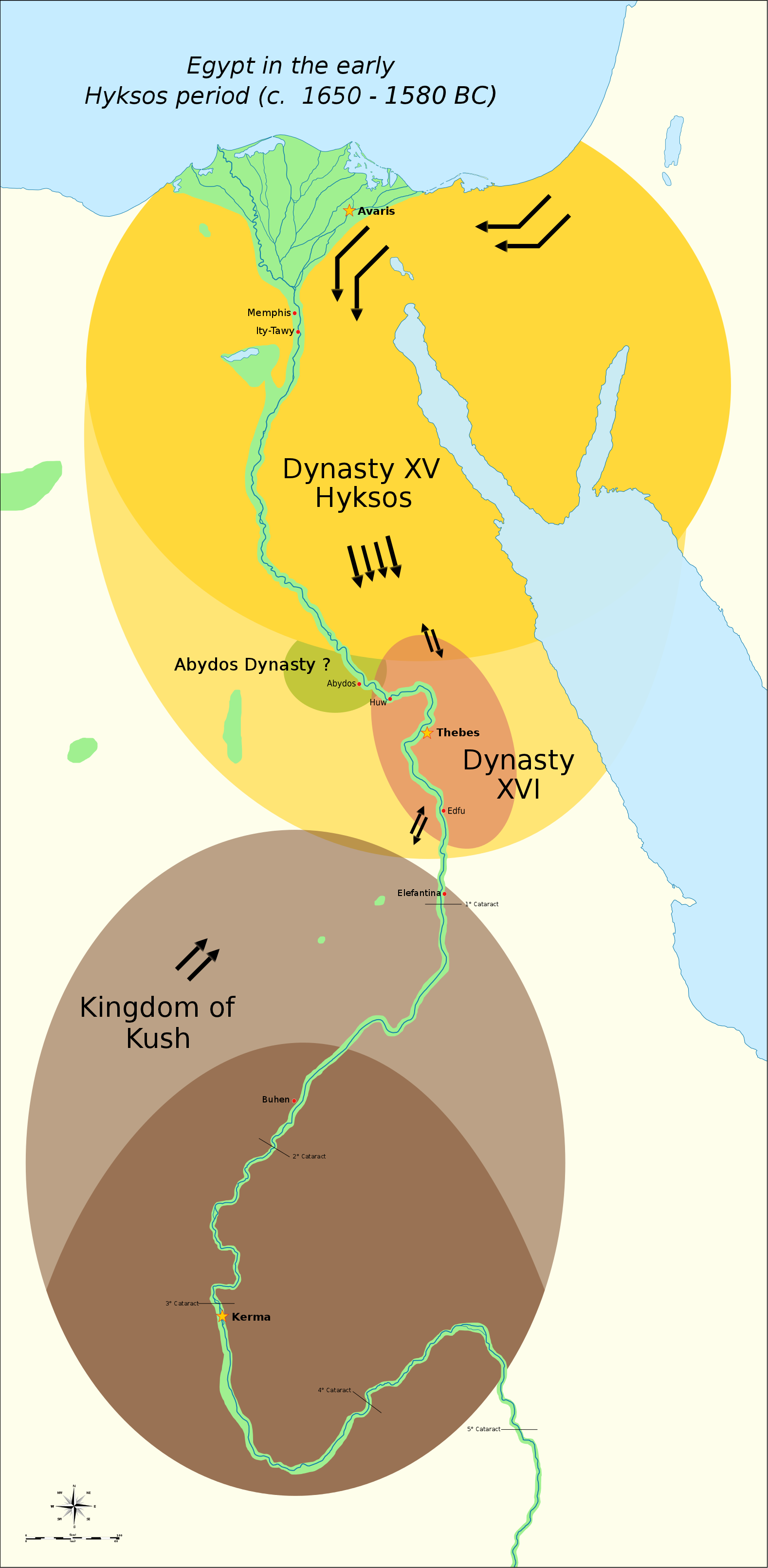
Egipt w okresie dynastii Hyksosów - lata 1650-1580 p.n.e.

XV dynastia (dynastia Wielkich Hyksosów) – dynastia władców Dolnego i Środkowego Egiptu, pochodzących z rejonów północnej i środkowej Syrii, rezydujących w Memfis, a później w Awaris, rywalizująca z władcami Teb. Panowała w latach 1675–1560 p.n.e.
| Drugi Okres Przejściowy – XV dynastia Wielkich Hyksosów |                       |             |                       |
| Władca                                                  | Lata panowania p.n.e. | Imię własne | Imię egipskie         |
| Salitis                                                 | 1675–1655             | Szarek      | Sehaenre              |
| Szeszi                                                  | 1655–1641             | Szeszi      | Maaibre               |
| Jakobher                                                | 1641–1632             | Jakobher    | Meriuserre            |
| Chian                                                   | 1632–1610             | Chian       | Suserenre             |
| Apopi I                                                 | 1610–1570             | Apopi       | Aauserre Nebchepeszre |
| Apopi II ???                                            | ???                   | Apopi       | ?                     |
| Chamudi                                                 | 1570–1560             | Chamudi     |                       |